# Drapeau de l'Iowa
Le drapeau de l'Iowa est le drapeau officiel de l'État américain de l'Iowa.

## Description
Le drapeau se compose de trois bandes verticales bleu, blanc, rouge, la bande blanche portant un pygargue à tête blanche et un ruban arborant la devise de l'État : Our liberties we prize and our rights we will maintain — « Nos libertés nous chérissons et nos droits nous conserverons ».

## Historique
Si des organisations patriotiques réclamaient que l'Iowa se dote d'un drapeau, la demande décisive est faite par les gardes nationaux de l'Iowa stationnés le long de la frontière mexicaine, qui estiment qu'un drapeau d'État est nécessaire pour désigner leur unité. La première version, composée d'un seul fond blanc, est recommandée par les Filles de la Révolution américaine, puis approuvée par le Conseil d'État pour la défense de l'Iowa durant la Première Guerre mondiale. Des exemplaires sont envoyés aux troupes de l'Iowa en Europe, mais la reconnaissance officielle par l'Assemblée générale de l'Iowa est repoussée. L'organisation des anciens combattants de la guerre civile appelée Grande armée de la république s'oppose à l'adoption de tout drapeau d'État, contraire selon elle à l'idée d'union nationale : dès lors, l'expression de « bannière d'État » (state banner) a été privilégiée au détriment de « drapeau d'État » (state flag).
La version finalement adoptée par l'Assemblée générale de l'Iowa, le 29 mars 1921, ajoute une bande bleue et une bande rouge ; elle est conçue par Dixie Cornell Gebhardt (en), une membre des Filles de la Révolution américaine. Selon elle, le bleu représente la loyauté, la justice et la vérité ; le blanc, la pureté ; et le rouge, le courage. Ce drapeau rappelle ainsi le drapeau français, qui a flotté sur l'Iowa avant la vente de la Louisiane en 1803.

## Usage
Certains bâtiments publics font flotter le drapeau, ainsi que toutes les écoles de l'Iowa qui en sont tenues. Si le drapeau des États-Unis est arboré, celui-ci doit être placé au-dessus de celui de l'État.